# Châtillon-sur-Seiche
Châtillon-sur-Seiche è stato un comune francese di 2 223 abitanti situato nel dipartimento di Ille-et-Vilaine nella regione della Bretagna. Fa parte oggi del comune di Noyal-Châtillon-sur-Seiche.